# Бранкув
Бранкув (пол. Branków) — село в Польщі, у гміні Варка Груєцького повіту Мазовецького воєводства.
Населення — 263 особи (2011).
У 1975-1998 роках село належало до Радомського воєводства.

## Демографія
Демографічна структура станом на 31 березня 2011 року:
|          | Загалом | Допрацездатний вік | Працездатний вік | Постпрацездатний вік |
| -------- | ------- | ------------------ | ---------------- | -------------------- |
| Чоловіки | 141     | 44                 | 81               | 16                   |
| Жінки    | 122     | 26                 | 71               | 25                   |
| Разом    | 263     | 70                 | 152              | 41                   |